# Geodia apiarium
Espèce
Synonymes
Caminus apiarium Schmidt, 1870
Isops apiarium Schmidt, 1870
Geodia apiarium est une espèce d'éponges de la famille des Geodiidae présente au large de la Floride dans le golfe du Mexique.

## Taxonomie
L'espèce est décrite par Eduard Oscar Schmidt en 1870.